# Осек (Любінський повіт)
Осек (пол. Osiek, нім. Ossig) — село в Польщі, у гміні Любін Любінського повіту Нижньосілезького воєводства.
Населення — 1293 особи (2011).
У 1975-1998 роках село належало до Легницького воєводства.

## Демографія
Демографічна структура станом на 31 березня 2011 року:
|          | Загалом | Допрацездатний вік | Працездатний вік | Постпрацездатний вік |
| -------- | ------- | ------------------ | ---------------- | -------------------- |
| Чоловіки | 653     | 171                | 451              | 31                   |
| Жінки    | 640     | 146                | 421              | 73                   |
| Разом    | 1293    | 317                | 872              | 104                  |